# Campus Solbosch

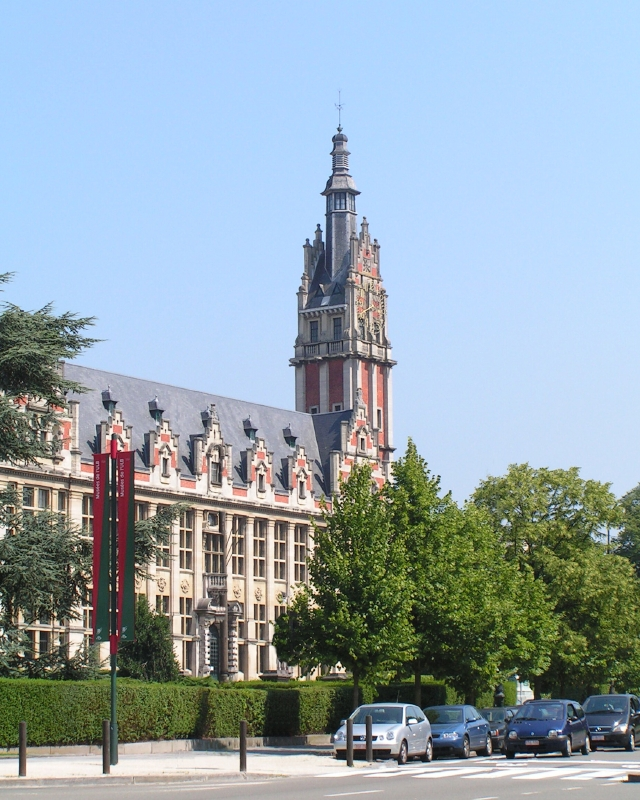
De klokkentoren

De Campus Solbosch of Campus Solbos is een van de campussen van de Université libre de Bruxelles (ULB) in België. De campus ligt aan de Franklin Rooseveltlaan 50 in de buurt Solbos. Het grootste deel van de campus ligt in de gemeente Brussel in het gebied van de zuidelijke uitbreiding, een kleiner deel aan de noordrand en noordoostrand in de gemeente Elsene. De campus heeft een oppervlakte van dertien hectare. Het terrein wordt in het oosten begrensd door de Adolphe Buyllaan, in het zuidoosten door de Antoine Depagelaan, in het zuidwesten door de Franklin Rooseveltlaan en in het noordwesten door de Johannalaan.
Ongeveer een kilometer naar het noordoosten ligt de Campus de la Plaine van de ULB en de Campus Etterbeek van de VUB. Op ongeveer honderd meter naar het zuidwesten ligt het Ter Kamerenbos.

## Geschiedenis
In 1802 werd het gebied van Solbos, tot dan toe onderdeel van het Zoniënwoud, ontbost en omgevormd tot landbouwgrond.
In 1860 werd het Ter Kamerenbos aangelegd en voor de wandelaars werden er in Solbos cafés, restaurants en melkerijen geopend. Er werden toen enkele wegen aangelegd, waaronder de Victorialaan langs het bos, de Landhuizenlaan (die later de naam Zoomlaan kreeg) en rond 1900 de Solboschlaan (later hernoemd naar Adolphe Buyllaan), Waaglaan en Derbylaan.
In 1906 richtte men de nv Compagnie de l'Exposition de Bruxelles op om de Wereldtentoonstelling van 1910 te organiseren. Men koos als locatie hiervoor Solbos. De wereldtentoonstelling was de aanzet voor stedenbouwkundige ontwikkelingen. Hierbij stond Elsene een stuk grond af van 62,6 hectare tussen het Ter Kamerenbos en de Adolphe Buyllaan, Waaglaan, Derbylaan en Woudlaan aan Brussel en legde zij de Émile Duraylaan aan. En de stad Brussel legde meerdere straten aan, waaronder de Émile De Motlaan en de Lloyd Georgelaan, en committeerde zich om in het gebied een woonwijk te bouwen met de Natiënlaan (later Franklin Rooseveltlaan genoemd) als hoofdweg door de wijk. De drie aangelegde wegen dienden als toegangswegen voor de wereldtentoonstelling. Met de aanleg van de Natiënlaan werd het laatste gedeelte van de ringlanen voltooid via Elsene, Watermaal-Bosvoorde en Oudergem.
Eind 1910 sloot de wereldtentoonstelling en begon men met de aanleg van de nieuwe wijk.
In 1921 vestigde de Université libre de Bruxelles zich in Solbosch toen de stad Brussel de universiteit een terrein aanbood. Eerst werd Gebouw U van de wetenschapsfaculteit in gebruik genomen, in 1928 gevolgd door het historiserende Gebouw A van Alexis Dumont. Vanaf de jaren 1950 werd de campus sterk uitgebreid wegens het stijgende aantal studenten. Door het ontbreken van een architecturaal totaalplan kreeg de campus een heterocliet karakter.
Sinds 2002 wordt op de Campus Solbosch FOSDEM gehouden.
Sinds 2022 zit ook vertaal- en tolkopleiding ISTI op Campus Solbosch.

## Beschrijving
De campus wordt in twee delen gesplitst door de Paul Hégerlaan die dwars door de campus loopt. Ten zuiden van deze laan bevinden zich onder andere het Gebouw A met de klokkentoren.